# Mesquita

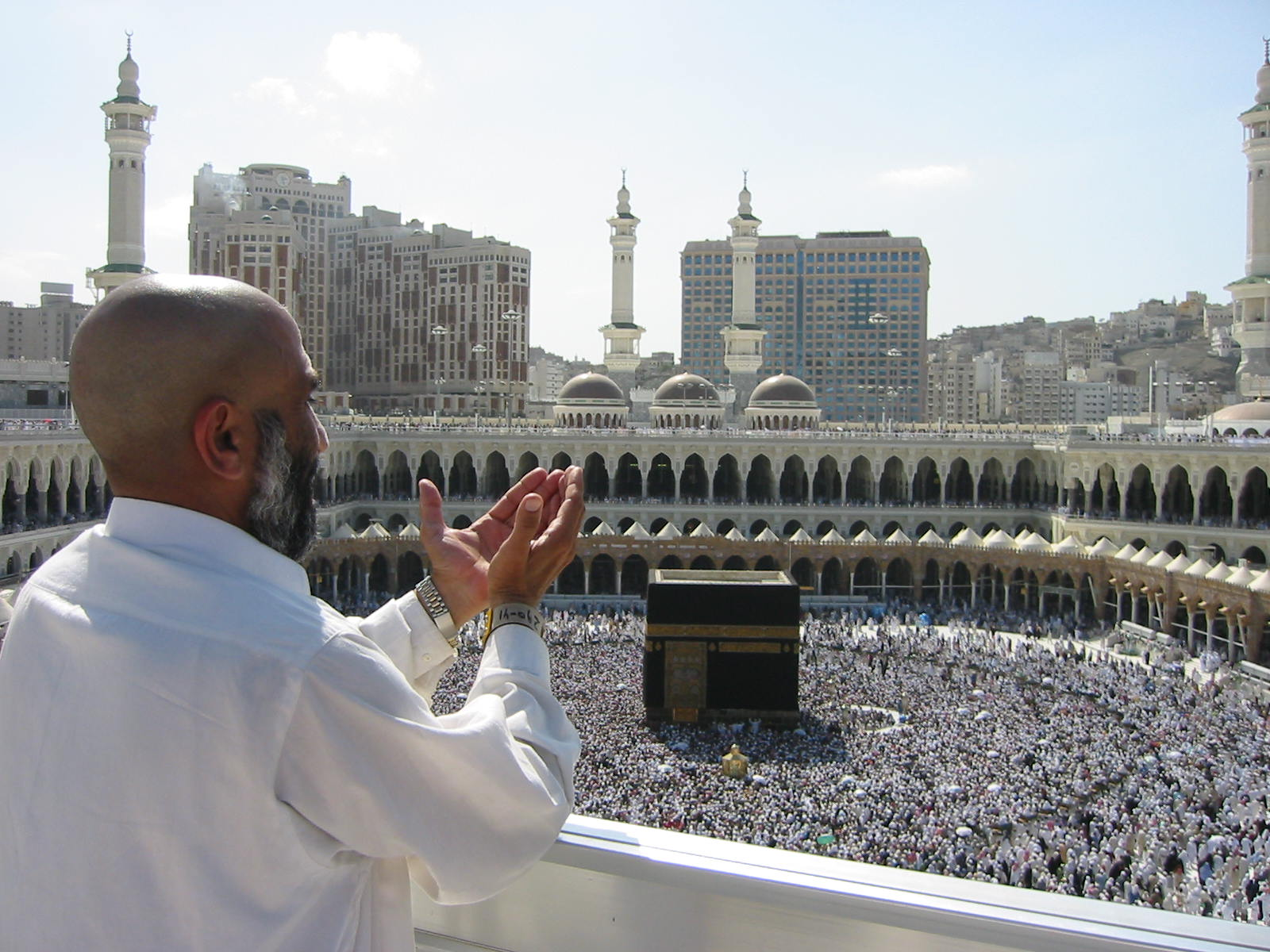
Grande Mesquita rodeia a Caaba, a qual é o lugar mais sagrado no Islão

Uma mesquita é um local de culto dos seguidores da fé islâmica. Os muçulmanos geralmente referem-se às mesquitas pelo seu nome árabe, masjid (árabe: مسجد — AFI: /ˈmas.ʤid/, no plural masājid (مساجد, AFI: /maˈsa:.ʤid/). A palavra "mesquita" usa-se em português para falar de todo tipo de edifícios dedicados ao culto islâmico, mas em árabe existe uma diferença entre as mesquitas privadas, menores, e as maiores, de uso coletivo (masjid jāmiʿ; árabe: مسجد جامع), que alojam uma comunidade maior e têm mais serviços sociais. Estas construções são originárias da Península Arábica, mas na atualidade podem encontrar-se nos cinco continentes.
O objetivo principal da mesquita é de ser o lugar onde os muçulmanos possam reunir-se para orar. Contudo, atualmente, são conhecidas em todo o mundo só pela sua importância para a comunidade muçulmana, mas também como mostras da arquitetura islâmica. Desde o ponto de vista arquitetónico, as mesquitas evoluíram significativamente desde os espaços ao ar livre, como foram numa altura as de Quba e a Mesquita do Profeta no século VII. Nos dias de hoje a maioria das mesquitas têm cúpulas elaboradas, minaretes e salas para orar. Culturalmente, as mesquitas não são só lugares para orar, mas também lugares para aprender sobre o Islão e conhecer outros fiéis.

## Etimologia

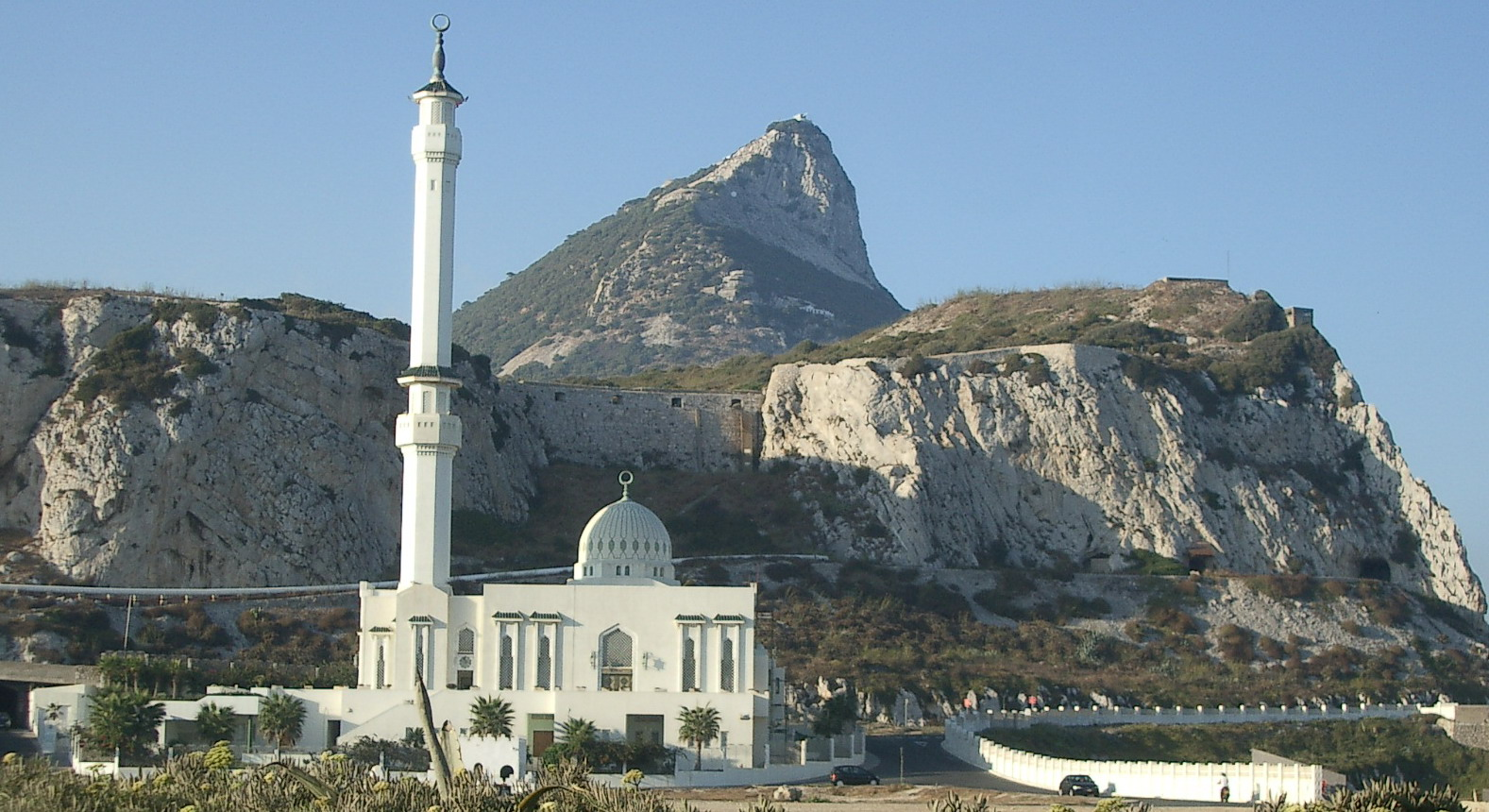
A Mesquita Ibrahim-al-Ibrahim em Gibraltar

A palavra masjid significa templo ou local de culto e deriva da raiz árabe sajada (raiz s-j-d, "prostrar-se", em alusão às prostrações realizadas durante as orações islâmicas).

## A Mesquita nos textos sagrados muçulmanos
A palavras "masjid" encontra-se no Alcorão, frequentemente fazendo referência ao santuário da Caaba, na cidade da Meca. O Alcorão aplica o termo "masjid" a lugares de adoração de várias religiões, incluindo o judaísmo e o cristianismo. Com este significado geral de templo a palavra está presente nos hádices, coleções muçulmanas sobre os feitos de Maomé e dos seus companheiros.

## História
Durante muito tempo, e até na atualidade, associa-se às mesquitas com grandes entradas e torres altas, ou minaretes. Porém, as três primeiras mesquitas foram simplesmente espaços abertos na Arábia. As mesquitas evoluíram consideravelmente nos seguintes mil anos, nos quais foram adquirindo os seus traços distintivos e adaptaram-se às diferentes culturas do mundo. Hoje em dia, a maioria das mesquitas possuem cúpulas, minaretes e salas de oração que podem assumir formas elaboradas.

### As primeiras mesquitas

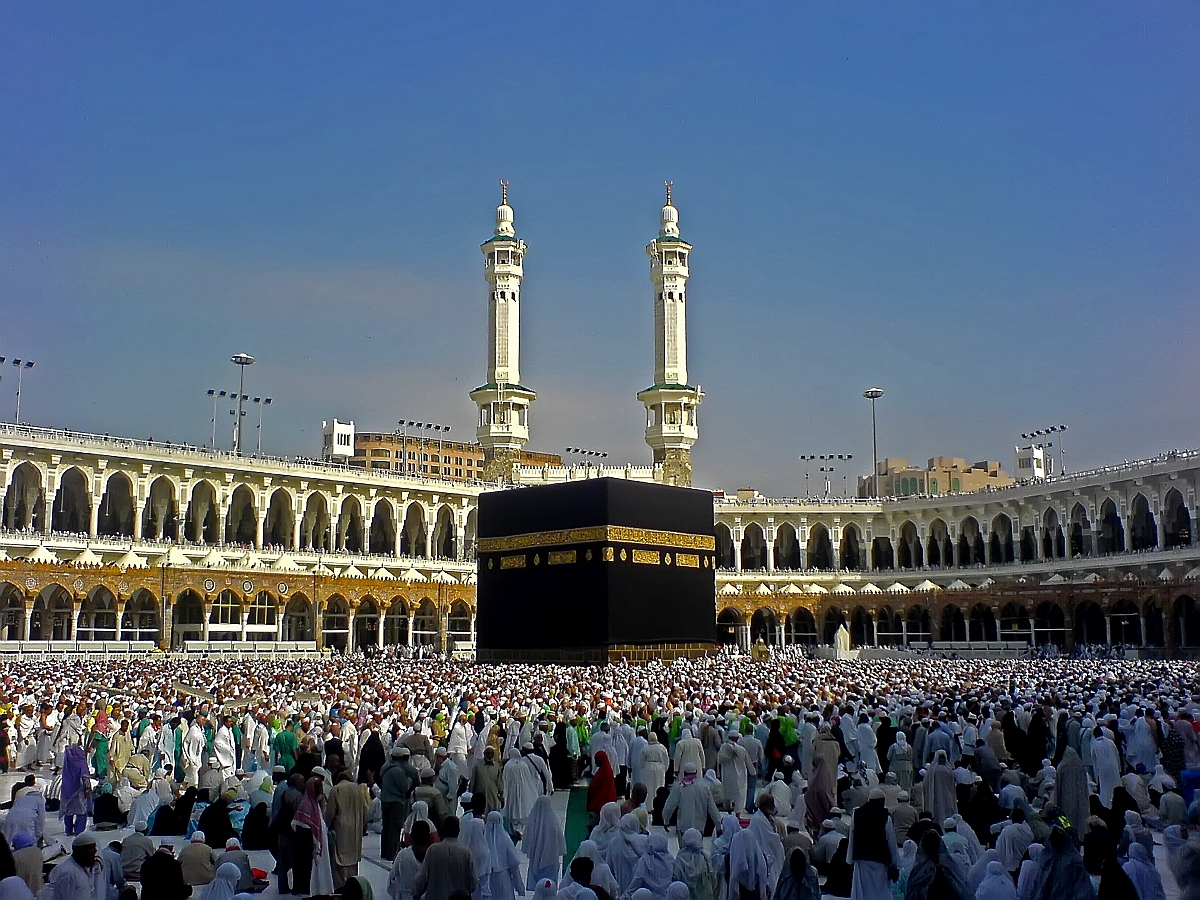
Os muçulmanos acreditam que a Caaba, em Meca, na Arábia Saudita, foi a primeira mesquita

De acordo com as crenças islâmicas, a primeira mesquita no mundo foi a Caaba, edificada por Adão seguindo um mandato divino e posteriormente reconstruída por Abraão. A mesquita mais antiga da que se tem memória é a de Quba, em Medina. Quando Maomé vivia na Meca, considerava a Caaba a sua primeira e principal mesquita e celebrava ali as suas orações junto aos seus seguidores. Até durante a época na qual os árabes pagãos realizavam os seus rituais dentro da Caaba, Maomé sempre teve-lhe muito respeito. A tribo dos Coraixitas, a responsável de proteger a Caaba, tentou excluir aos seguidores de Maomé do santuário, o que se tornou em motivo de queixa por parte dos muçulmanos, como diz-se no Alcorão. Quando Maomé conquistou Meca em 630, fez da Caaba uma mesquita, e desde então conhece-se como Grande Mesquita, ou "Mesquita sagrada". A Grande Mesquita foi ampliada e melhorada consideravelmente nos primeiros séculos do Islão para acolher ao crescente número de muçulmanos que viviam na região ou faziam o haje, a peregrinação anual à Meca. Adquiriu a sua forma atual em 1577, durante o reinado do sultão otomano Selim II.
A primeira realização de Maomé quando chegou com os seus seguidores a Medina (então chamada Iatrebe), depois da Hégira, no ano 622, foi construir a mesquita de Quba numa aldeia periférica de Medina. Os muçulmanos afirmam que ele teria permanecido na mesquita de Quba durante três dias antes de ir com o resto dos seus seguidores a Medina.
Poucos dias depois de ter começado a trabalhar na mesquita de Quba, Maomé fundou uma nova mesquita em Medina, conhecida hoje como a Mesquita do Profeta, que assim foi chamada por ter sido o lugar da primeira jumu'ah (جمعة, "oração das sexta-feiras") de Maomé. Esta palavra partilha em árabe a raiz جمع (j-m-'), com مسجد جامع (masjid jāmi', as mesquitas maiores). Nos anos que sucederam à sua fundação, a Mesquita do Profeta continuou a introduzir algumas das práticas que agora são consideradas comuns nas mesquitas da atualidade. Por exemplo, a adhan, ou "chamada à oração", desenvolveu-se da maneira ainda usada nas mesquitas atuais. A Mesquita do Profeta foi construída com um grande pátio, um elemento comum nas mesquitas posteriores. Maomé teria predicado de pé num dos extremos da arcada. Mais tarde teria criado um púlpito de três escalões para ser utilizado como plataforma onde pronunciar os seus sermões. O púlpito, agora conhecido como mimbar, continua a ser um elemento muito comum das mesquitas.
Maomé vivia junto à mesquita de Medina, que era ao mesmo tempo o centro religioso e político da primitiva comunidade muçulmana. Na mesquita tiveram lugar negociações, planejamentos militares, também mantiveram-se prisioneiros de guerra, resolveram-se disputas, predicaram-se e receberam-se oferendas. Os seus seguidores tratavam aos feridos ali, e até algumas pessoas viviam permanentemente na mesquita, em suas tendas. Como no Islão não existem distinções entre a religião e a política, não é estranho que a primeira mesquita fosse um centro político e religioso para as primeiras comunidades muçulmanas.
Nos dias de hoje, a Grande Mesquita em Meca, a Mesquita do Profeta em Medina e a Al-Aqsa em Jerusalém (Al-Quds) são consideradas os três lugares mais sagrados do Islão.

### Difusão e evolução

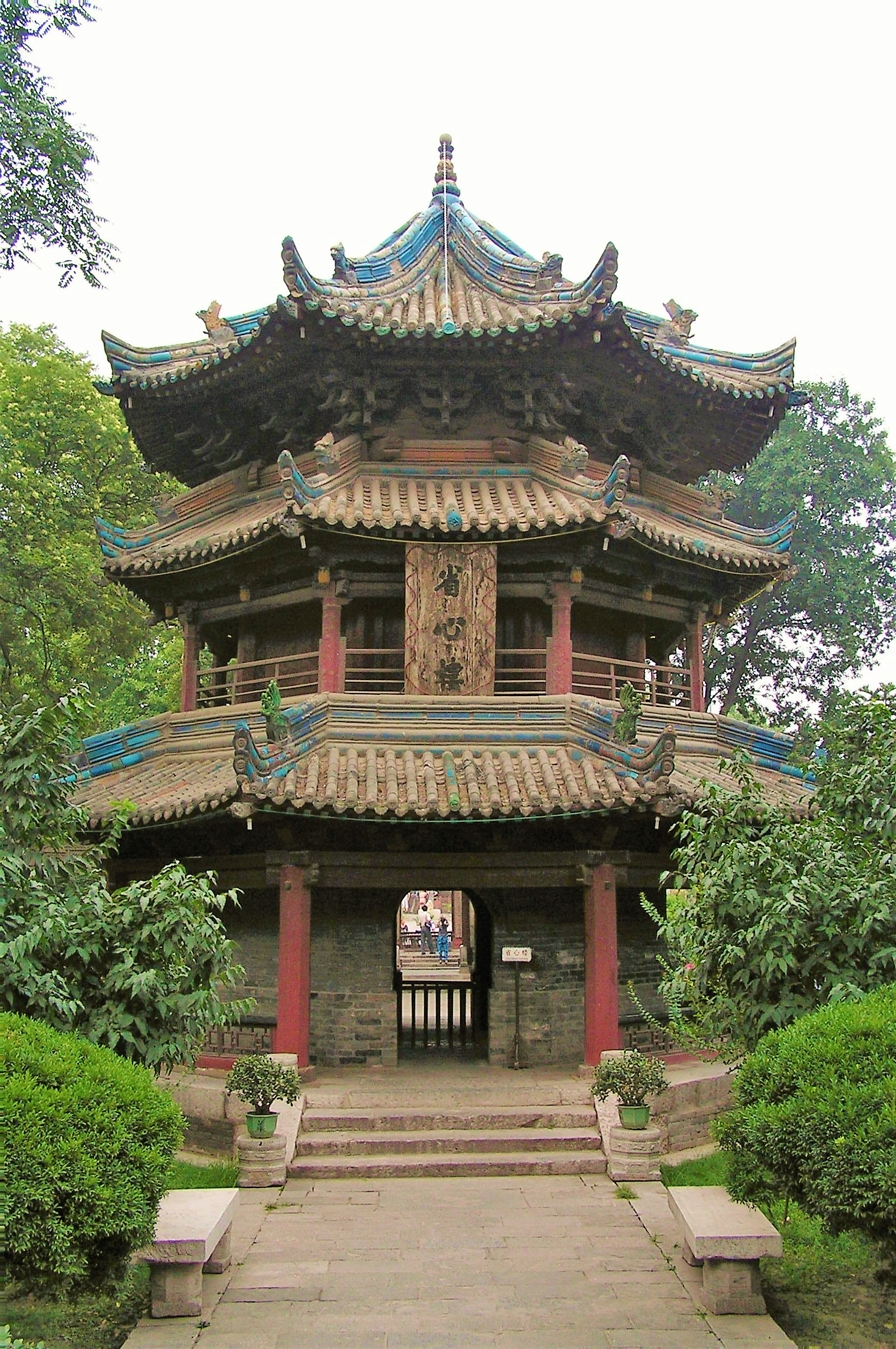
O minarete da Grande Mesquita de Xian, China

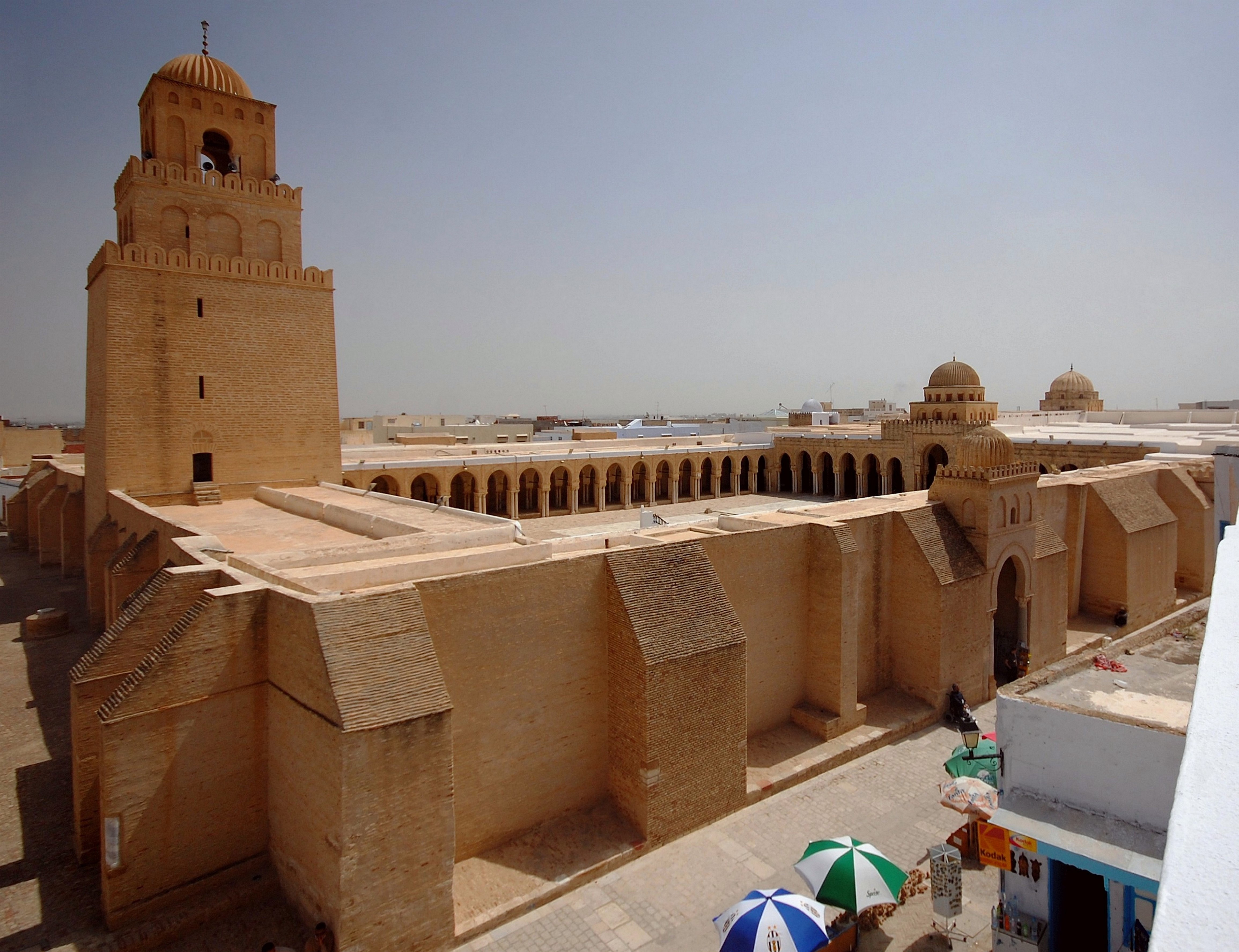
A Grande Mesquita de Cairuão, Tunísia

Pouco a pouco os muçulmanos foram expandindo-se por outras partes do mundo e construiram-se mesquitas fora da península arábica. O Egito foi conquistado pelos árabes muçulmanos em 640, e desde então apareceram tantas por todo o país que a sua capital, O Cairo, adquiriu a alcunha de "a cidade dos mil minaretes". As mesquitas egípcias variam nos seus serviços: algumas têm escolas islâmicas (madraçais), e outras, hospitais ou sepulcros. As mesquitas da África do Norte, como a Grande Mesquita de Cairuão, ilustram a relação simbiótica entre o património arquitetónico da época romana bizantina e as influência do Oriente.
As mesquitas da Sicília e da Espanha não estão muito ligadas aos estilos visigodos que as precederam, mas sim ao estilo que foi introduzido pelos mouros muçulmanos. Porém, alguns elementos da arquitetura visigoda, como o arco de ferradura, originaram provavelmente os arcos califais cordoveses e de outras mesquitas do Al-Andalus.
A primeira mesquita chinesa construiu-se no século VIII em Xian. A Grande Mesquita de Xian, cuja edificação atual é datada do século XVIII, não utiliza muitos dos elementos geralmente associados com as mesquitas tradicionais. Ao contrário, está construída tendo como base a arquitetura chinesa tradicional. As mesquitas do ocidente da China têm mais elementos característicos das mesquitas de outras partes do mundo, como minaretes e cúpulas, enquanto as orientais adotam o modelo do pagode.
As mesquitas espalharam-se na Índia durante o Império Mogol nos séculos XVI e XVII. Os mogóis trouxeram consigo o seu próprio estilo arquitetónico, que incluía cúpulas pontiagudas e bulbosas, como pode ver-se na Jama Masjid de Deli.

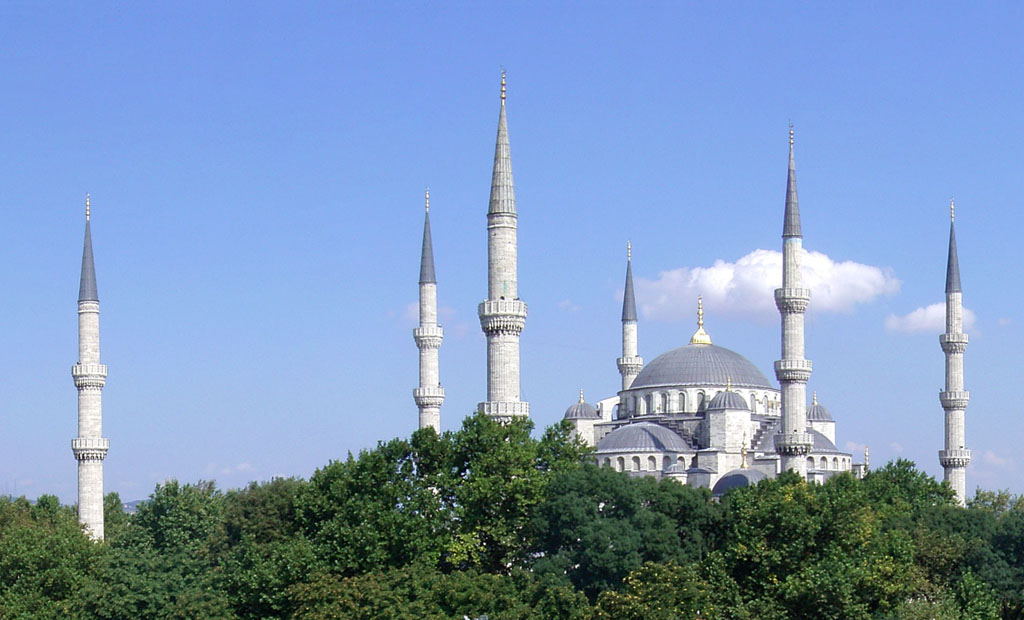
A Mesquita Azul, em Istambul, Turquia, com os seus altos minaretes está considerada um exemplo clássico da arquitetura do Império otomano

As mesquitas apareceram pela primeira vez no Império otomano (que forma parcialmente o território da atual Turquia) durante o século XI, quando muitos turcos da região começaram a converter-se ao Islão. Muitas das primeiras, como a Santa Sofia na atual cidade de Istambul, tinham sido originalmente igrejas ou catedrais durante o Império bizantino. Os otomanos mantiveram os seus próprios estilos de tradição arquitetónica romana para as mesquitas, caracterizados por enormes cúpulas centrais, vários minaretes e alçadas abertas. O estilo otomano das mesquitas incluía geralmente colunas elaboradas, naves e altos tetos no interior, ao mesmo tempo que incorporava elementos tradicionais como o mirabe. Nos dias de hoje, a Turquia continua a acolher muitas mesquitas que têm este peculiar estilo arquitetónico otomano.

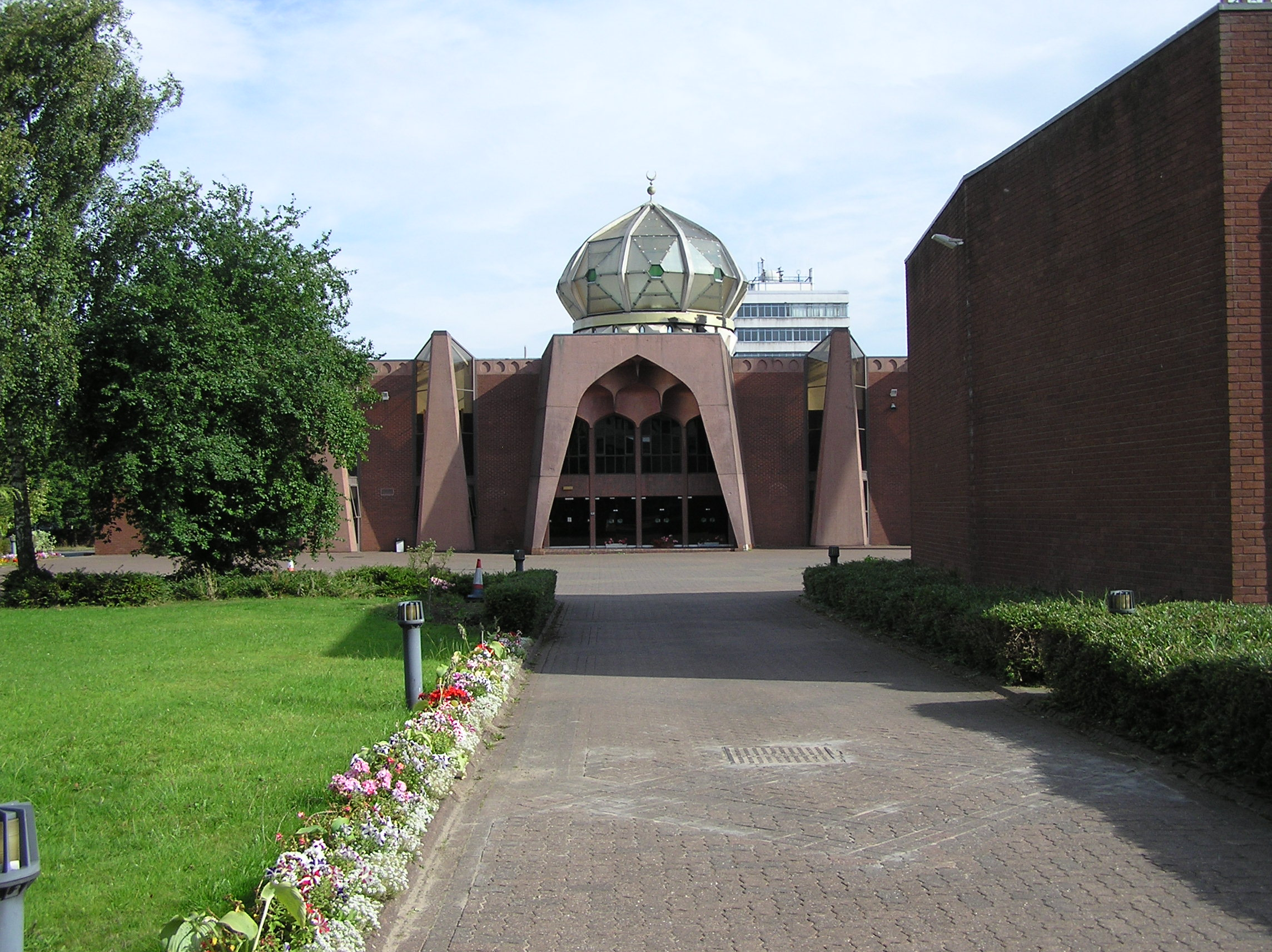
A mesquita central de Glasgow, Escócia

As mesquitas foram difundiram-se gradualmente por várias partes da Europa, onde aumentaram especialmente durante o século XX, quando muitos muçulmanos emigraram ao continente. As maiores cidades europeias, como Roma, Londres e Munique, acolhem mesquitas que têm as tradicionais cúpulas e minaretes. Estas, ao estar em centros urbanos, servem de comunidade e centro social para o grande número de muçulmanos que vivem na zona. Porém, podem-se encontrar várias mesquitas pequenas em muitas zonas rurais e suburbanas em todos os lugares da Europa nos quais há população muçulmana. Na América o fenómeno teve mais influência nos Estados Unidos, onde começaram a aparecer nos começos do século XX. Porém, como consequência da afluência de imigrantes, o número de mesquitas aumentou enormemente.

### Transformação em locais de culto

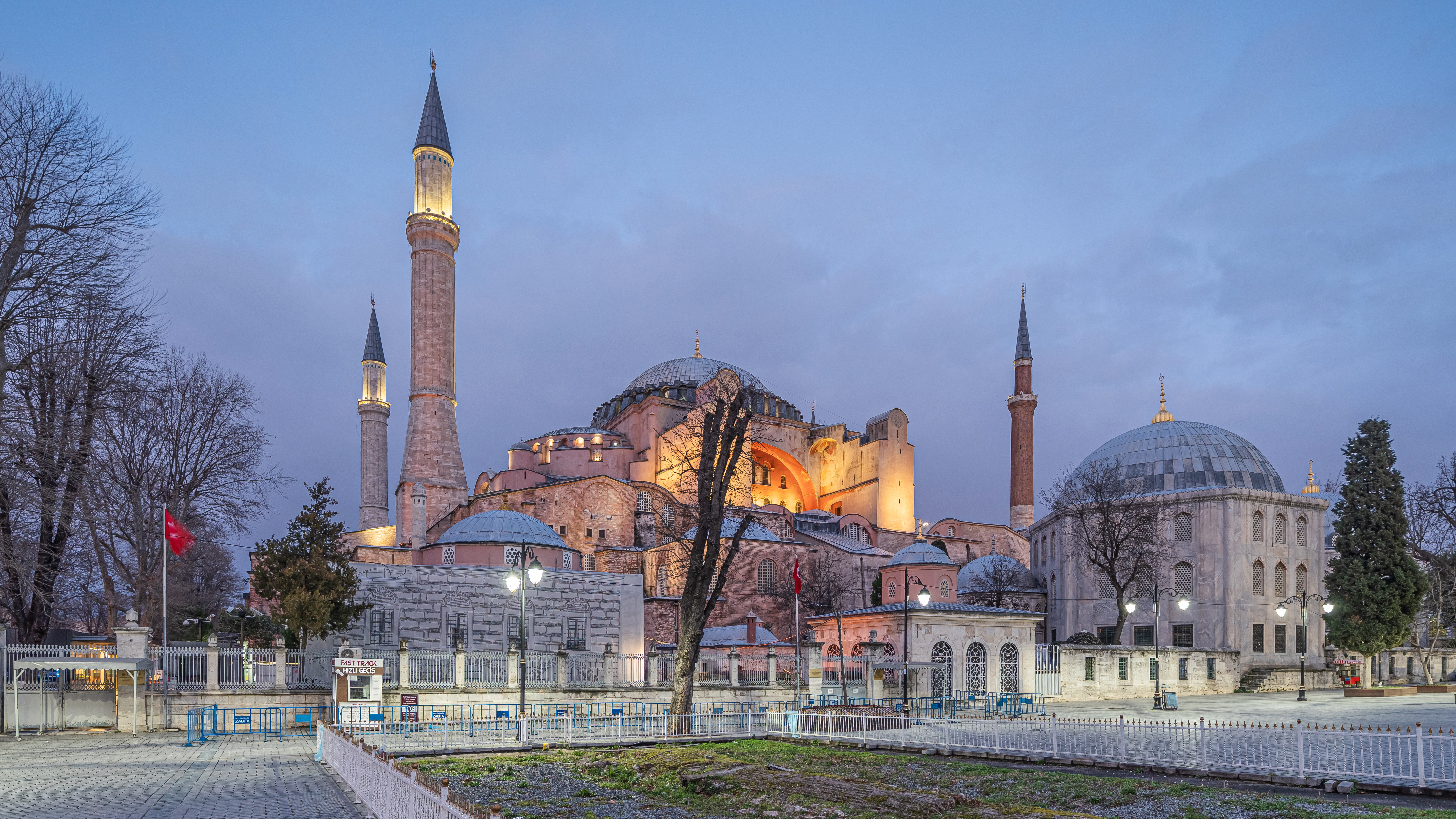
A Basílica de Santa Sofia, em Istambul, Turquia, igreja ortodoxa convertida em mesquita em 1453 depois da queda de Constantinopla. Atualmente é um museu secularizado

No século XIII, o cádi Abu Zakaria Mohiuddin Yahya ibn Sharaf An-Nawawi afirmou que os que não eram muçulmanos não haviam de continuar a usar os seus lugares de adoração para os seus propósitos se eram conquistados pelos muçulmanos e não havia um tratado de rendição que dissesse explicitamente o direito dos não muçulmanos a continuar a usar esses lugares. Acorde com os primeiros historiadores muçulmanos, às cidades que se rendiam sem resistência e faziam tratados autorizava-se que elas conservassem as suas igrejas ou esnogas, enquanto que nas cidades tomadas por assalto, os templos passavam a ser utilizados pelos muçulmanos. Atribui-se ao comandante árabe Anre ibne Alas ter feito o salá numa igreja. Zaíde ibne Ali disse, acerca das igrejas cristãs: "Fazede o vosso salá nelas, não nos aleijaremos", o que significava que as igrejas e esnogas capturadas podiam ser usadas como mesquitas.

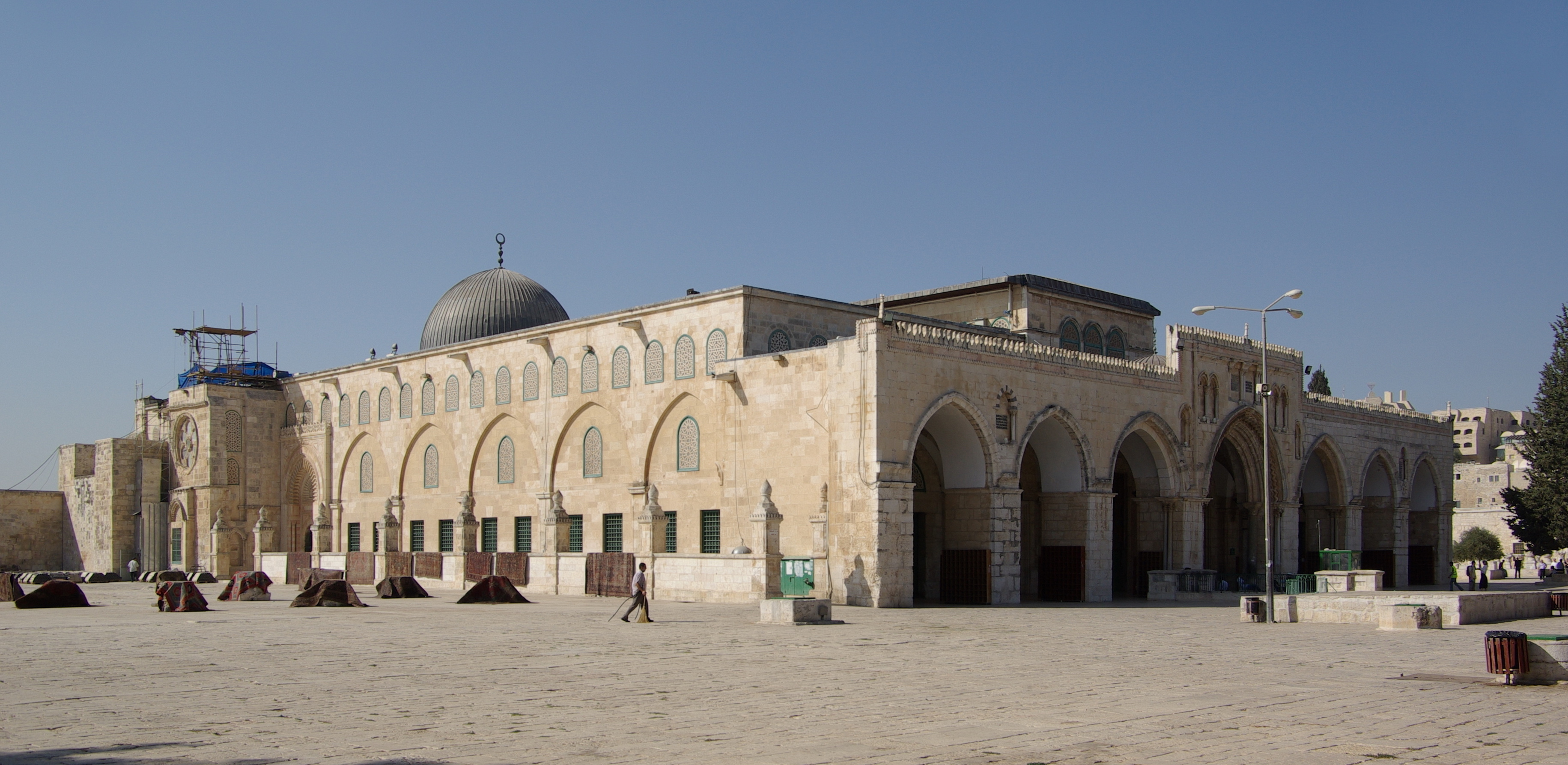
A mesquita de Al-Aqsa, em Jerusalém, Israel, foi construída no Monte do Templo, o lugar mais sagrado do judaísmo. É a terceira mesquita mais sagrada do Islão

De acordo com o Islão, a Caaba da Meca foi construída antes da criação do homem, mas foi feita um santuário pagão pelos adoradores de ídolos, e acabou por tornar-se no centro do paganismo árabe. Logo, no ano 630, foi novamente feita mesquita pelo profeta Maomé depois da conquista da Meca. Não se tem certeza de que a Caaba tenha sido alguma vez uma mesquita antes desta conquista, mas há consenso sobre que anteriormente foi um santuário pagão. Um dos primeiros exemplos de esta classe de transformações de templos ocorreu em Damasco, na Síria, onde em 705, o califa omíada Abedal Maleque ibne Maruane tomou a igreja de São João Batista e fê-la reconstruir aos cristãos como mesquitas, originando o que atualmente é conhecida como "Mesquita dos Omíadas"; no total, diz-se que Abd al-Malik fez que se reutilizassem como mesquitas dez igrejas em Damasco. Os turcos otomanos fizeram mesquitas quase todas as igrejas, mosteiros e capelas de Constantinopla, incluindo a famosa Santa Sofia, imediatamente depois de terem conquistado a cidade em 1453. Nalguns casos fundaram-se mesquitas em locais de santuários cristãos ou judeus associados com personalidades bíblicas que também eram reconhecidas pelo Islão. Por exemplo, a mesquita de Al-Aqsa e a Cúpula da Rocha estão construídas no Monte do Templo, um lugar sagrado para o judaísmo. Os governantes muçulmanos da Índia destruíram templos hindus e substituíram-nos por mesquitas, considerando que com estas ações cumpriam o seu dever religioso de afirmar a superioridade islâmica.
Por outro lado, as mesquitas também foram transformadas em templos cristãos, como aconteceu na Espanha andalusina no decorrer da conquista cristã. Assim foi na mesquita de Saragoça a partir de 1119 ou a mesquita de Córdova, na que na sua estrutura integrou-se a catedral. A Península Ibérica, as regiões do sudeste da Europa antes governadas pelo Império Otomano, e algumas zonas da Índia são alguns dos poucos territórios do mundo nos que aconteceram estas mudanças, por terem deixado de ser regidos por muçulmanos.

## Funções religiosas

### Orações

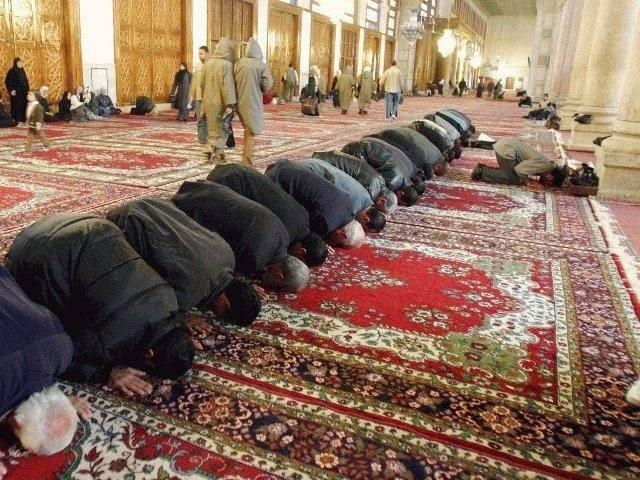
Muçulmanos a realizar o salá

Todos os muçulmanos adultos têm a obrigação de celebrar orações, o salá, pelo menos cinco vezes por dia. Embora nalgumas mesquitas pequenas que acolhem a pequenas congregações só fazem-se alguns destas orações, na maioria realizam-se as cinco orações diárias precetivas: antes do amanhecer (fajr), ao meio-dia (zuhr), pela tarde (asr), depois do pôr do sol (maghrib), e à noite (isha). Não é obrigatório para os muçulmanos orar no interior de uma mesquita, mas nos hádices diz-se que a oração comunitária na mesquita é mais virtuosa que a oração em privado. O imame conduz a congregação em oração.
Além das cinco orações diárias precetivas, as mesquitas acolhem as orações jum'ah, ou oração das sextas-feiras, que nesse dia da semana substituem à oração obrigatória do meio-dia. Enquanto as orações diárias comuns podem fazer-se em qualquer sítio, é precetivo que todos os homens adultos assistam às mesquitas para a oração das sextas.
Na mesquita também há orações funerárias pelos muçulmanos falecidos (ṣalātu l-ŷanāza), na qual participam todos os membros da congregação, incluindo o imame. Diferindo das orações diárias, as funerárias normalmente fazem-se ao ar livre, num pátio ou praça perto da mesquita. Durante os eclipses solares, as mesquitas acolhem outra oração especial, chamada  ṣalātu l-kusūf.
Há duas grandes festas, ou eid, no calendário islâmico: Eid al-Fitr e Eid ul-Adha. Nas duas realizam-se orações especiais nas mesquitas pela manhã. As orações eid devem celebrar-se em grandes grupos, pelo que as mesquitas de maior tamanho não acolhem nestas ocasiões só aos seus fiéis, mas também aos das mesquitas mais pequenas. Algumas até alugam centros de convenções ou outros grandes edifícios para acolher a uma maior quantidade de fiéis. Nas mesquitas, especialmente nas situadas em países de maioria muçulmana, também fazem orações no exterior, em grandes pátios e praças.

### Ritos do Ramadão

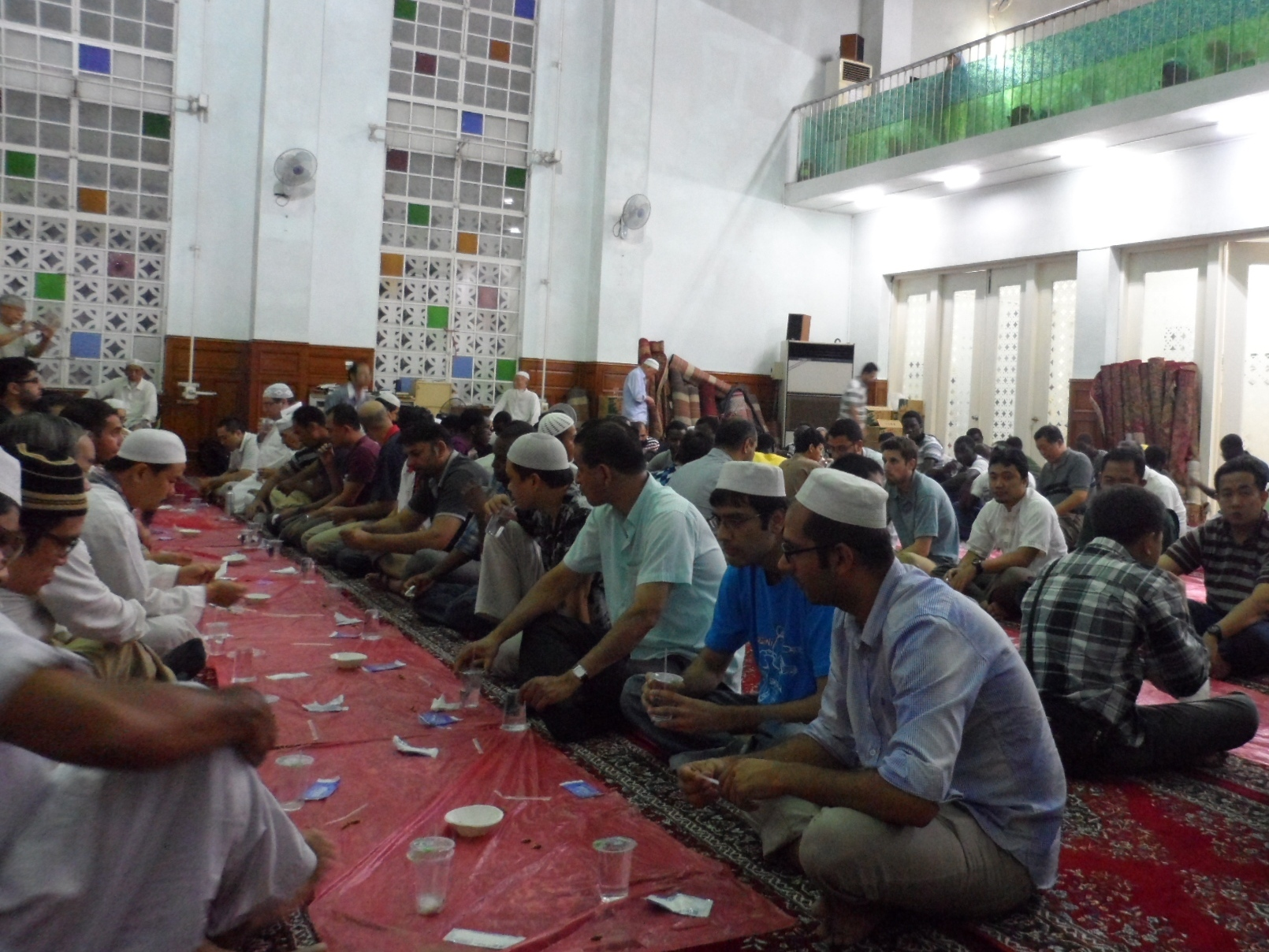
Muçulmanos em Taipé a jantar juntos na mesquita durante o ramadão

O mês mais sagrado do Islão, o ramadão, obriga ao cumprimento de diversos rituais. Enquanto dure o ramadão os muçulmanos devem jejuar durante o dia, ao pôr do sol, depois da quarta oração do dia (magrib), os fiéis reúnem-se nas mesquitas para os jantares comunitários (iftar). A própria comunidade encarrega-se de fornecer os alimentos necessários, pelo menos parcialmente. Devido que a celebração dos jantares ifṭār exige a contribuição dos membros da comunidade, algumas mesquitas com um pequeno número de fiéis não têm a capacidade suficiente para organizá-las diariamente. Algumas mesquitas também celebram as suhur antes do amanhecer, para os congregantes que assistem à primeira oração do dia, fajr. As mesquitas convidam com frequência aos membros mais pobres das suas comunidades para partilhar alimentos tanto ao começo como ao fim do jejum, porque praticar a caridade durante o ramadão é considerado especialmente honrado no Islão.
Depois da quinta e última das orações diárias precetivas, a isha, celebram-se orações tarawih voluntárias nas mesquitas sunitas mais grandes. Nas mesquitas xiis, porém, não se fazem estes rezos. Durante estas plegárias noturnas, que podem chegar a durar até duas horas, um membro da comunidade que conhece de memória todo o Alcorão recita um fragmento do livro sagrado.
Durante os últimos dez dias do Ramadão, as mesquitas maiores organizam sessões que duram toda a noite para comemorar a Laylat al-Qadr, na noite na qual, segundo os muçulmanos, Maomé começou a receber o Alcorão.

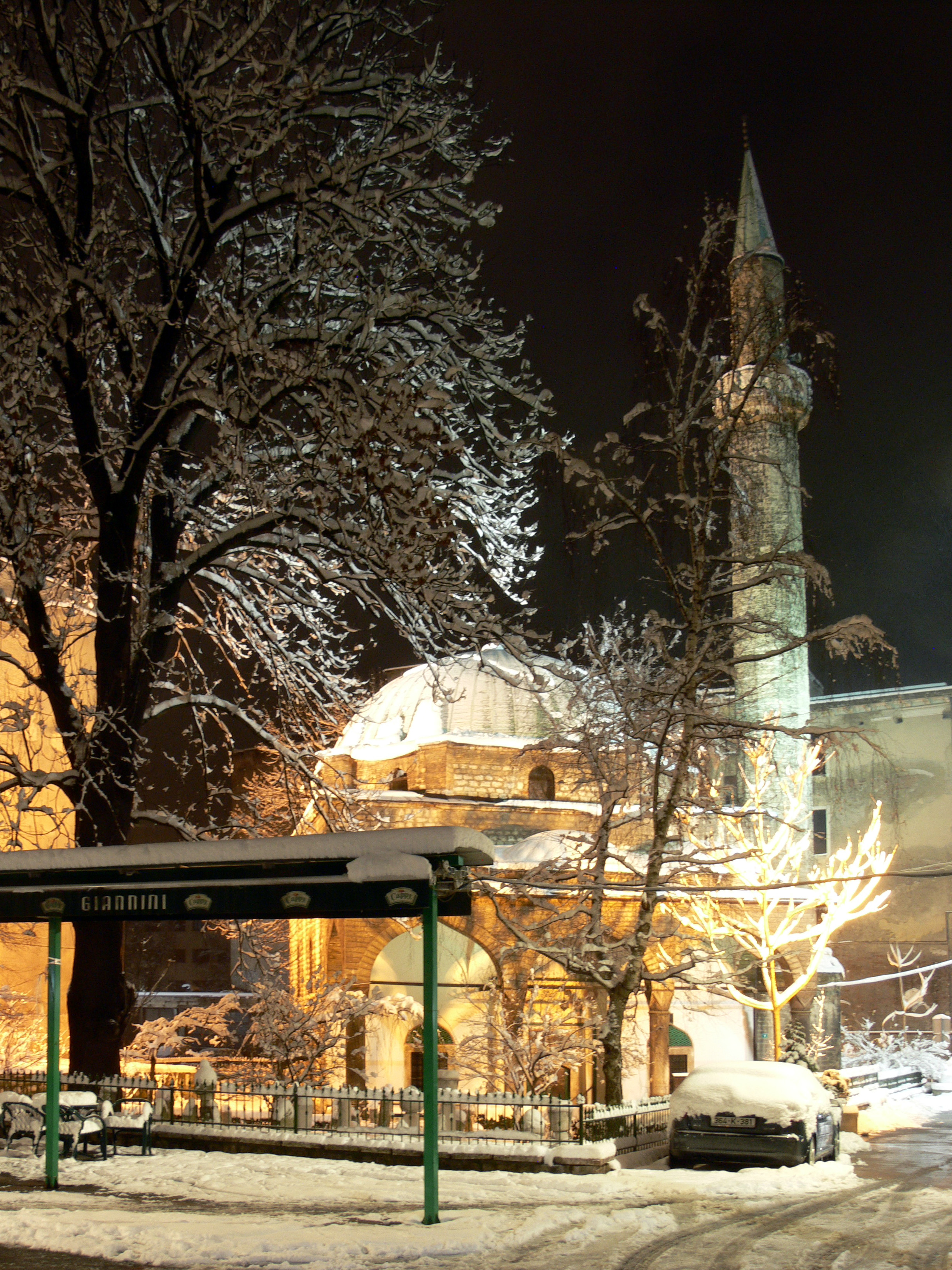
Ferhad-Begova, uma das 186 mesquitas de Sarajevo, na Bósnia e Herzegovina

Essa noite, entre o pôr do sol e o nascer do sol, vários predicadores pregam na fé islâmica aos fiéis que estão lá. As mesquitas ou a comunidade costumam fornecer alimentos ao longo da noite.
Durante os últimos dez dias do Ramadão, as maiores mesquitas da comunidade muçulmana celebram o iʿtikāf, um ritual no qual deve participar pelo menos um homem muçulmano da comunidade. Requer-se que aqueles que façam o iʿtikāf fiquem no interior da mesquita durante dez dias seguidos, dedicados ao culto ou ao estudo da fé islâmica. O resto da comunidade é responsável de dar aos participantes, comida, bebida e qualquer outra coisa que precisem durante o ritual.

### Caridade
O terceiro dos pilares do islão declara que todos os muçulmanos devem dar aproximadamente uma quadrigésima parte (1/40) dos seus bens à caridade como zacate. Como as mesquitas são o centro das comunidades muçulmanas, ali é onde os fiéis dão ou, se precisam, recebem o zacate. Antes da festa que assinala o fim do Ramadão, o Eid al-Fitr, as mesquitas recolhem um zacate especial que serve para ajudar aos muçulmanos pobres a assistir aos rezos e celebrações associadas com a festividade.

## Funções sociais

### Centro da comunidade muçulmana

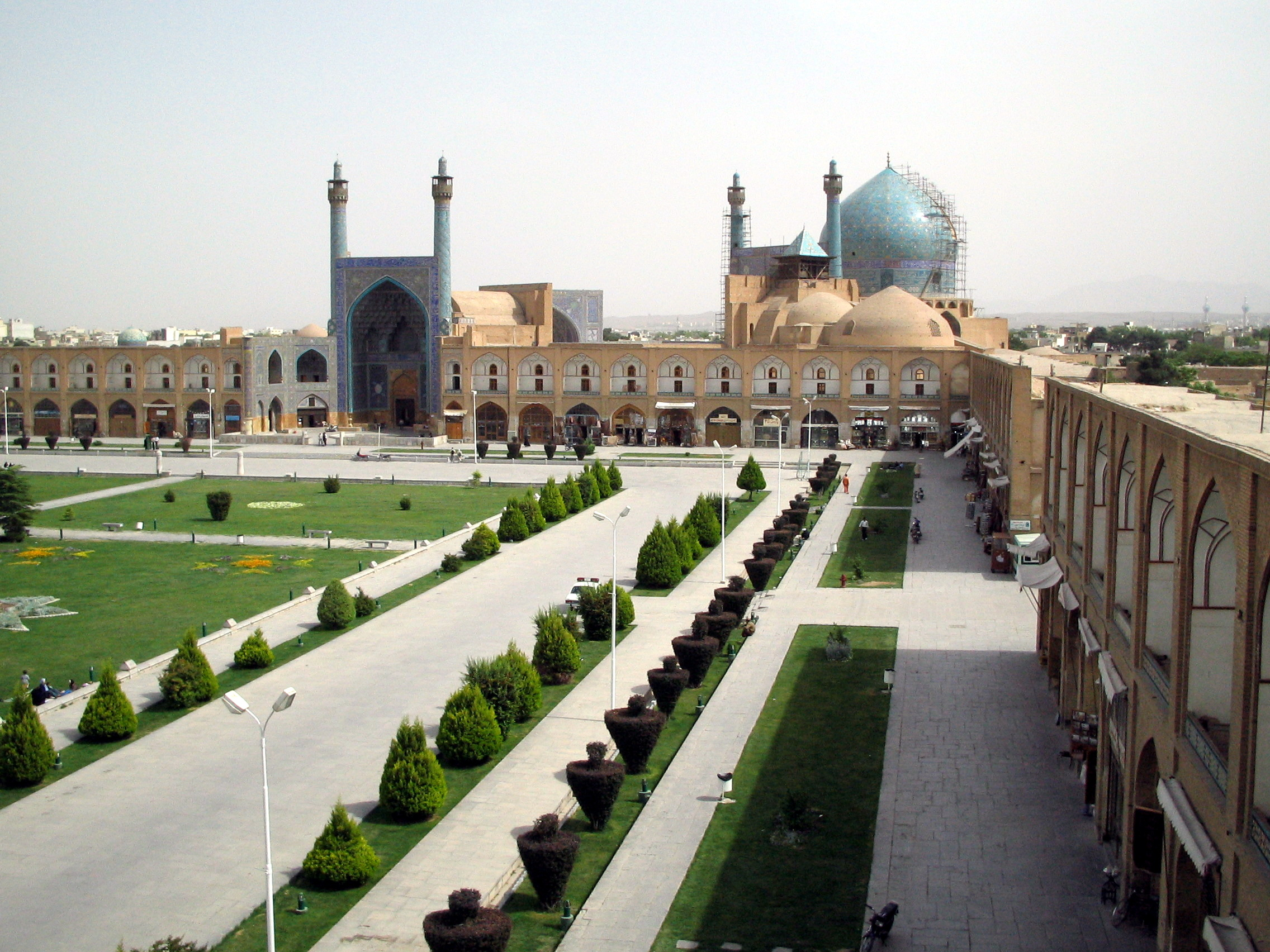
Mesquita do Xá junto à praça Naghsh-i Jahane em Ispaão, Irão

Muitos líderes muçulmanos, depois da morte do profeta Maomé, imitando-o, estabeleceram os seus domínios construindo primeiro uma mesquita. Da mesma maneira que a Meca e Medina foram construída arredor da Grande Mesquita e da Mesquita do Profeta, Carbala, no atual Iraque, foi construída à volta do túmulo xiita do imame Huceine. Ispaão, no Irão, é especialmente notável pela presença de mesquitas que formam o centro da cidade. No século VIII construiu-se uma mesquita dentro da cidade, que três séculos depois foi descrita pelo teólogo e filósofo Nácer Cosroes como "uma magnífica mesquita de sexta construída no centro da cidade". A começos do século XVII, Abas I, da dinastia Safávida decidiu tornar Ispaão numa das cidades mais grandes e formosas do mundo. Como parte deste plano, ordenou a construção da Mesquita do Xá e da mesquita do xeque Lotf Alá, ambas no perímetro da praça Naghsh-i Jahane, uma das maiores praças urbanas do mundo, que acolhe eventos desportivos e comerciais.
As mesquitas construídas mais recentemente, especialmente nos países onde os muçulmanos não são maioria, têm a tendência a estar longe do centro das principais cidades. Porém, até uma mesquita localizada numa área com baixa densidade de população torna-se frequentemente num ponto de atração para os muçulmanos, que podem até mudar de lugar de residência e de trabalho para estar perto da mesquita. Por isso, as mesquitas são os principais centros das comunidades muçulmanas, mesmo que não estejam situadas no centro das cidades.

### Educação

Madraçal de Ulugue Begue, o qual inclui uma mesquita, em Samarcanda, Uzbequistão

Outra função primordial das mesquitas é a de ter instalações educativas. Algumas, especialmente as situadas nos países nos quais não há escolas islâmicas estatais, têm escolas a tempo completo, dedicadas a ensinar a doutrina islâmica e conhecimentos gerais.
Estas mesquitas acolhem geralmente a estudantes dos níveis de educação primária e secundária: umas poucas também oferecem educação superior. A maioria das mesquitas dispõem também de escolas a tempo parcial, nas que as aulas são realizadas nos fins de semanas ou pelas noites. Enquanto que as escolas a tempo completo estão dirigidas às crianças que dependem das mesquitas para receber educação geral, as de fim de semana e noturnas estão pensadas para proporcionar só educação islâmica a pessoas de todas as idades. As matérias dadas nas aulas islâmicas noturnas ou de fim de semana variam. A leitura do Alcorão e o ensino da língua árabe são comuns nas mesquitas situadas em países onde o uso do árabe não é comum. As aulas dirigidas a novos muçulmanos acerca dos fundamentos da fé islâmica são também frequentes, especialmente na Europa e nos Estados Unidos, onde o Islão é a religião que cresce mais rápido. As mesquitas também aprofundaram mais no Islão através de aulas aos congregantes sobre a fiqh (jurisprudência islâmica). Os madraçais também estão disponíveis para que os muçulmanos tornem-se eruditos (ulemás) ou em imames. Porém, como o seu propósito primordial não é servir de lugar de culto ou de centro da comunidade, os madraçais estão normalmente separados das mesquitas de bairro.

### Eventos e campanhas de recoleção

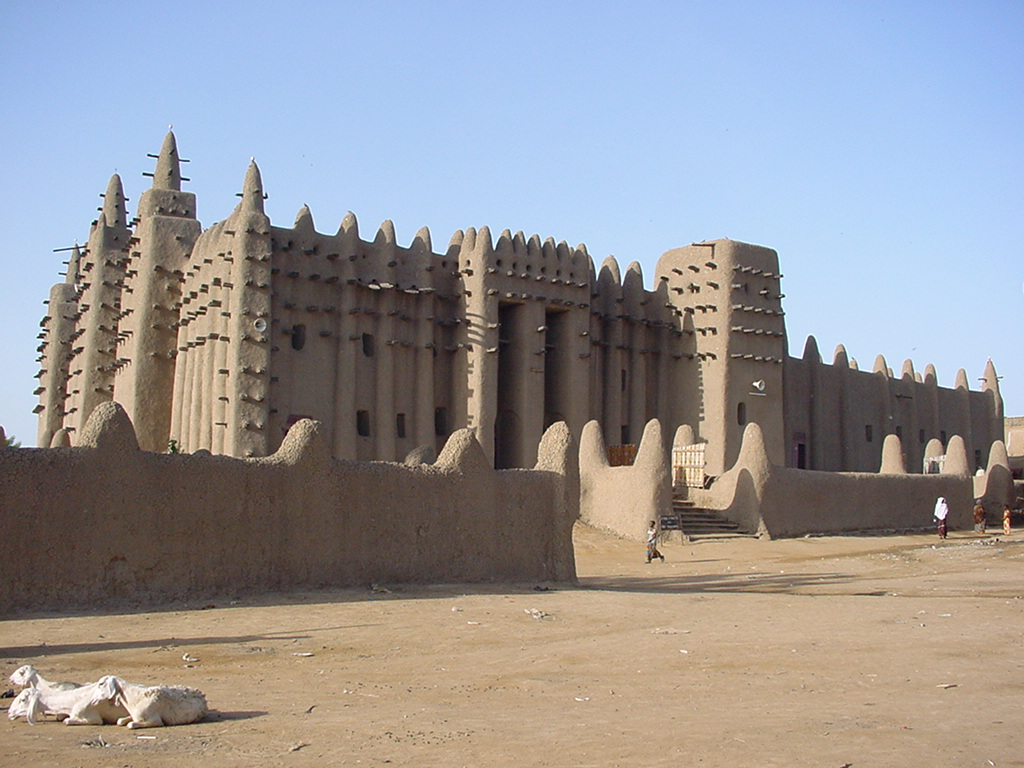
A Grande Mesquita de Djenné, no Mali, onde se celebra um festival anual

As mesquitas também organizam eventos para arrecadar verbas para suas atividades ou, simplesmente, para reunir a comunidade. Os pátios das mesquitas também são usados para realizar reuniões sociais; os bazares onde os membros da comunidade podem comprar mercadoria islâmica são comuns entre as mesquitas. As mesquitas também celebram casamentos.

## Papel político contemporâneo
Desde fins do século XX, aumentou o número de mesquitas usadas com fins políticos. Hoje em dia, diversas mesquitas do mundo ocidental promovem a participação civil. Devido à sua importância na comunidade, as mesquitas têm sido um campo para promover o ativismo político, para resolver conflitos e para ensinar as ideologias islâmicas.

### Apoio
Nos países onde os muçulmanos são uma minoria da população é mais provável que sejam utilizadas mesquitas como maneira de promover a participação civil do que nos países de maioria muçulmana do Médio Oriente. Nas mesquitas dos Estados Unidos realiza-se a inscrição dos votantes, e organizam-se campanhas de participação cidadã, promovidas por muçulmanos implicados no processo político, frequentemente imigrantes de primeira ou segunda geração. Como resultado destes esforços, tal como das iniciativas das mesquitas para manter aos muçulmanos informados nos assuntos as quais se enfrenta a comunidade muçulmana, é mais provável que os assistentes regulares participem em manifestações, assinem petições, ou estejam implicado de qualquer outra maneira na política.